# IC 3268
IC 3268 ist eine irreguläre Galaxie vom Hubble-Typ Irr im Sternbild Jungfrau am Nordsternhimmel. Sie ist schätzungsweise 29 Millionen Lichtjahre von der Milchstraße entfernt.
Das Objekt wurde im Juni 1865 von Auguste Voigt entdeckt.